# Steckbeckenspüler

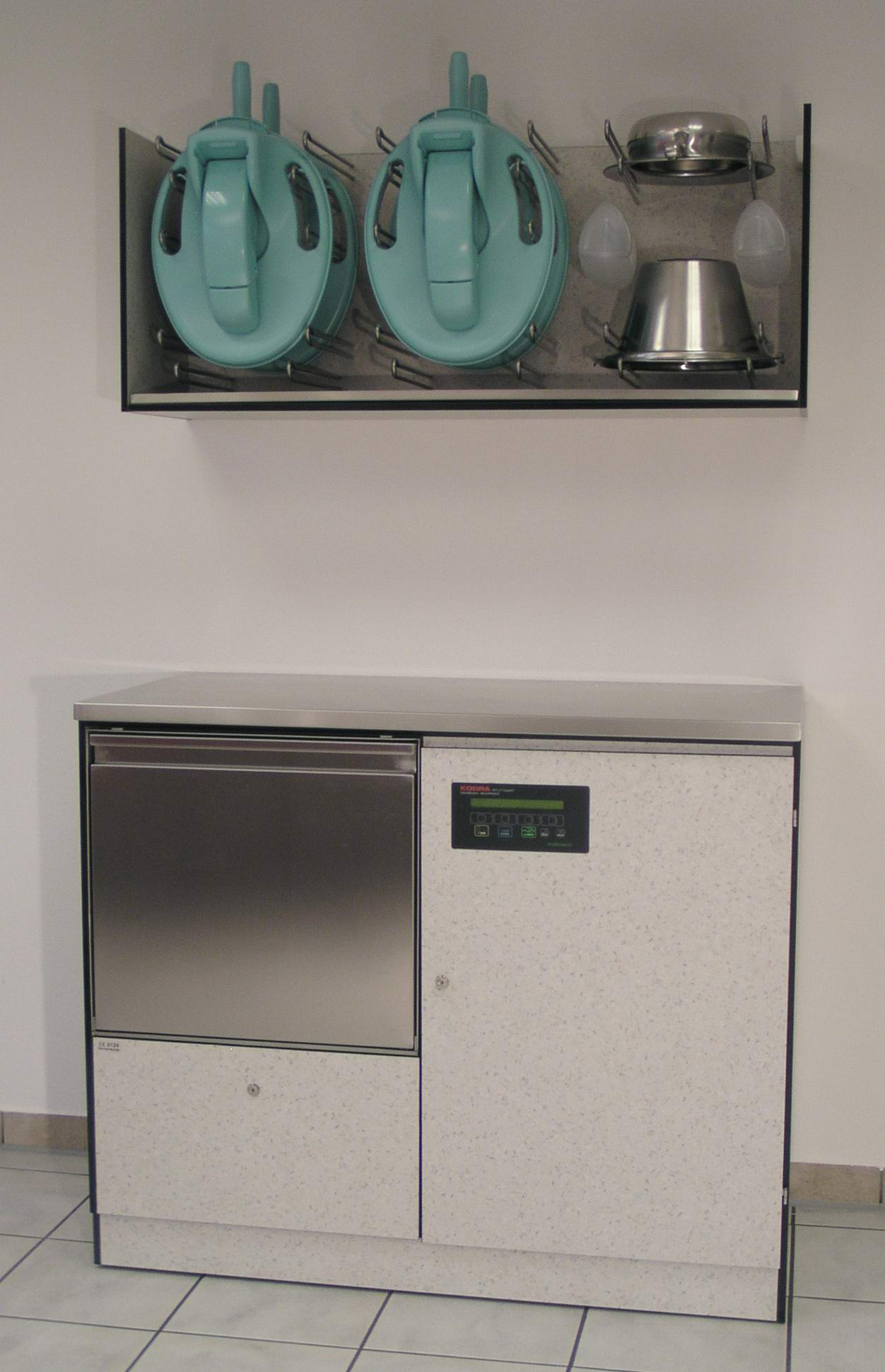
Steckbeckenspülautomat

Ein Steckbeckenspüler, auch Steckbecken-Spülgerät, Steckbecken-Spülautomat oder Fäkalienspüle genannt, reinigt und desinfiziert neben Steckbecken (Bettpfannen), Urinflaschen und Nierenschalen auch Waschschüsseln, Stuhleimer und Sauggläser. Eingesetzt werden Steckbeckenspüler in Krankenhäusern und Alten- sowie Pflegeheimen.
Die Desinfektion kann thermisch mit Hitze, chemisch mit kalter Desinfektionsmittellösung aus der hausseitigen Leitung oder chemo-thermisch mit automatischer Aufbereitung der warmen Desinfektionsmittellösung im Apparat erfolgen.
Steckbeckenspüler werden durch die Normen DIN EN ISO 15883 Teil 1 sowie DIN EN ISO 15883 Teil 3 reguliert.

## Geschichte
Die ersten Steckbeckenspüler wurden von Walter Fischer aus Stuttgart in den 1930er Jahren gebaut. Die von ihm gegründete Firma Kodra (Kunstwort aus: KOmbinierte Desinfektions- und ReinigungsApparate) besteht heute noch.
Der reinigende Wasserstrahl wurde früher mit einem Hebelsystem von außen manuell gelenkt.
Heute verfügen Steckbeckenspüler über Mikroprozessorsteuerungen. Diese ermöglichen je nach Spülgut ein spezifisches Waschprogramm mit verschiedenen Durchläufen. Angesteuert werden rotierende und starre Reinigungsdüsen, die je nach Beschaffenheit des Spülgutes angeordnet sein müssen.

## Funktion

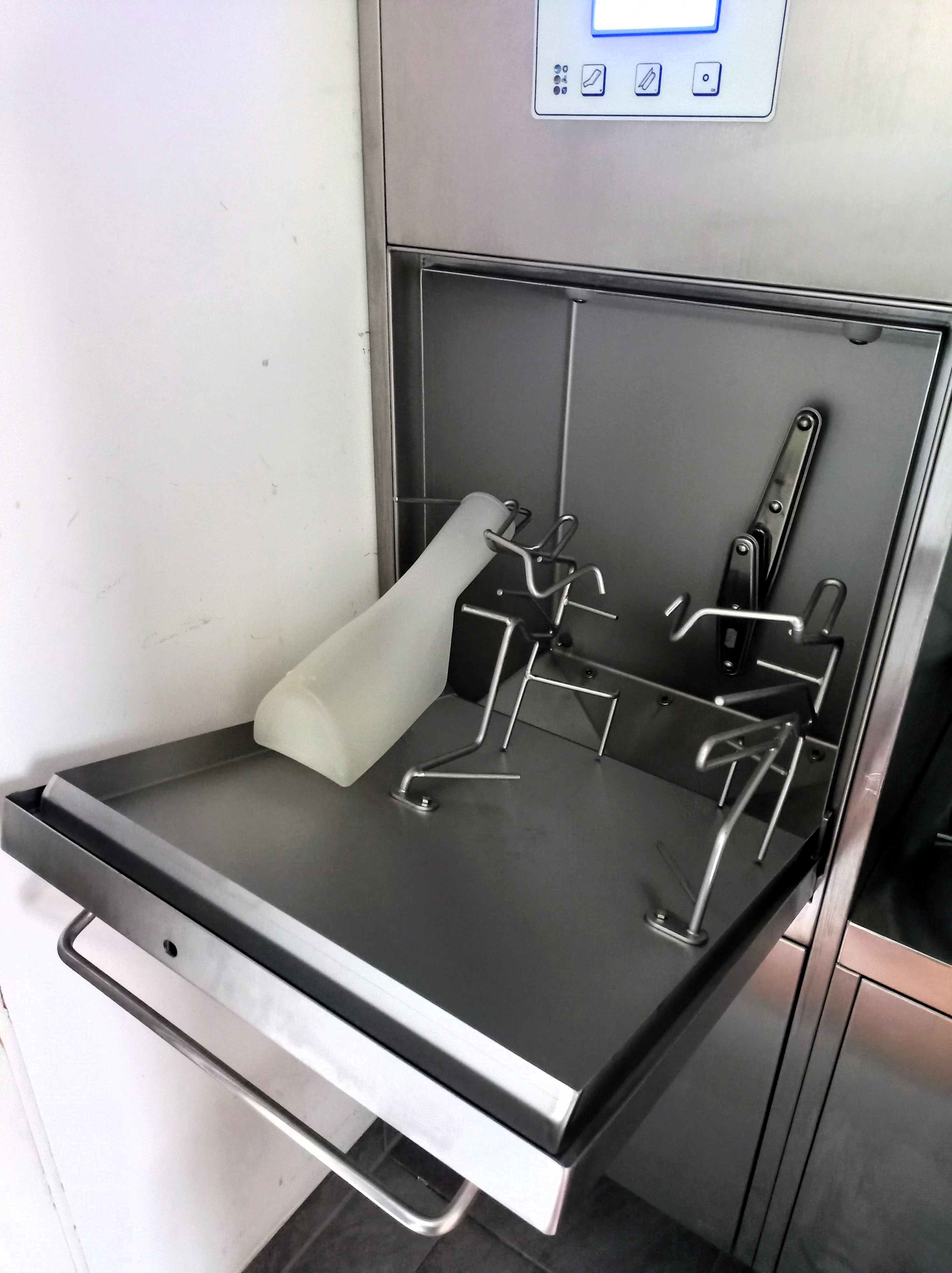
Steckbeckenspüler von innen, mit Urinflasche in Halterung

Die Reinigungsprogramme sehen vor, dass zuerst mit Kaltwasser vorgereinigt wird, damit die Schmutzstoffe gelöst werden und in den Abfluss fließen können – zudem wird eine Koagulation der in den Fäkalien und im Urin enthaltenen Eiweiße vermieden. Danach folgen ein oder mehrere Spülgänge mit Warmwasser ggf. unter Zudosierung von Reinigungschemikalien. Die Reinigung erfolgt nicht im Umlaufprinzip wie bei Spülmaschinen. Das Reinigungswasser fließt nach Einbringung auf das Pflegegeschirr in der Spülkammer direkt in den Abfluss. Dies geschieht zum einen aus hygienischen Gründen, da die Pflegegeschirre aufgrund des Fäkalieninhaltes hochgradig mit Bakterien verunreinigt sind. Außerdem handelt es sich bei dem Stuhl um feste Partikel, die sich nicht zum Umlauf eignen, sondern Pumpe und Siebe bei jedem Spülgang verstopfen würden.

### Thermische Desinfektion
Bei thermischer Desinfektion in Reinigungsdesinfektionsautomaten wird das Spülgut über eine bestimmte Haltezeit (das Zeitfenster, in der die Temperatur konstant gehalten wird) mit Hitze desinfiziert. Das Maß der Einwirkung auf die pathogenen Keime wird dabei durch den sogenannten A0-Wert als Funktion aus Temperatur und Zeit dargestellt. Als ausreichend gelten über 60 Sec. 80 °C. Nach der Norm DIN EN ISO 15883-1 + 3 ist jetzt ein A0-Wert, der größer als 60 ist, vorgegeben worden, der der Fläche unterhalb der Temperaturkurve oberhalb einer Temperatur von 65 °C entspricht.
Manche Geräte können 93 °C über 10 Minuten halten. Der Energieverbrauch steigt allerdings bei langer Desinfektion erheblich an. Die Hygieneanforderungen sind auf jeden Fall vorrangig gegenüber dem Energieverbrauch anzusehen.
Mit Hausdampf sind faktisch 120 °C über einen sehr langen Zeitraum möglich. Nachteilig sind hierbei der hohe Energieverbrauch durch die ständige Bereithaltung von Dampf und die Installationskosten und der Wartungsaufwand für die im Haus verlegten Dampfleitungen. Hinzu kommt die unerwünschte Aufheizung des Gebäudes; bei vorhandener Kühlanlage steigen dadurch die Energiekosten im Sommer. Diese Art der Dampfdesinfektion nennt sich „zentral thermisch“ gegenüber dem dezentral-thermischen Verfahren, bei dem der drucklose Dampf im Gerät selber produziert wird. Die thermische Wirksamkeit muss in jährlichen Wartungsintervallen mithilfe von Thermologgern nachgewiesen werden.

### Chemisch-thermische Desinfektion
Im Zusammenhang mit der chemo-thermischen Aufbereitung bezieht sich der Wortbestandteil -thermisch  nur auf die warme Gebrauchslösung; es handelt sich nicht um Reduzierung der Keime durch Hitze oder auch nicht um ein kombiniertes Desinfektionsverfahren (erst chemische, dann thermische Desinfektion).
Das Spülgut wird mit in Wasser gelöstem Desinfektionsmittelkonzentrat besprüht. Dadurch ist eine Reinigungs- und Desinfektionszeit von wenigen Minuten möglich. Eine wirksame Desinfektion ist mit vier bis sieben log10-Stufen definiert. Bei den chemo-thermischen Apparaten sind hohe Konzentrationen von Desinfektionsmittel nicht erforderlich. Damit werden schädliche Dämpfe vermieden, die die Atemwege schädigen und Allergien verursachen könnten. Der auf der Oberfläche des Spülgutes verbleibende dünne Desinfektionsmittelfilm sollte dermatologisch unbedenklich sein und die Wiederverkeimung des Spülgutes möglichst verhindern.

### Chemische Desinfektion
Bei chemischer Desinfektion wird das Spülgut mit in Wasser verdünntem Desinfektionsmittelkonzentrat besprüht. Dadurch ist eine Reinigungszeit von wenigen Minuten möglich. Die Desinfektionszeit bzw. Einwirkzeit beträgt je nach Herstellerangabe bis zu 60 Minuten, um die Keime ausreichend zu reduzieren. Höhere Konzentrationen von Desinfektionsmittel in der Lösung können die nötige Einwirkzeit verkürzen, erzeugen aber mehr schädliche Dämpfe, die die Atemwege schädigen und Allergien verursachen können.

## Anwendung des Medizinproduktegesetzes
Steckbeckenspüler sind Medizinprodukte der Klasse IIa Medizinproduktegesetz (MPG), das auf der Richtlinie 93/42/EWG über Medizinprodukte beruht, und unterliegen damit der Medizinprodukte-Betreiberverordnung (MPBetreibV). Allerdings sind davon nur Geräte, in denen die thermische Desinfektion angewandt wird, betroffen. Bei den thermisch desinfizierenden Steckbeckenspülern sind nach dem Spülen und daran anschließender thermischer Desinfektion die Steckbecken bei der Entnahme aus dem Gerät vollständig desinfiziert. Dadurch ist die Zweckbestimmung – die Desinfektion – bereits im Steckbeckenspüler erfüllt und es handelt sich bei dem thermischen Steckbeckenspüler um ein Medizinprodukt.
Die Steckbecken in chemischen Geräten sind nach dem Spülen und dem anschließenden Einsprühen mit Desinfektionsmittellösung noch nicht desinfiziert, wenn das Gerät zur Entnahme der Steckbecken entriegelt wird. Erst nach einer Einwirkzeit von 60 Minuten ist die Desinfektion vollzogen. Die Zweckbestimmung – die Desinfektion – ist nach Ablauf des Spülprogrammes noch nicht erfüllt. Nur chemisch arbeitende Spülen werden daher auch als Steckbeckenspülapparate, vorgerichtet für chemische Desinfektion bezeichnet und sind kein Medizinprodukt. Jedoch spielen diese Geräte keine Rolle mehr im Alltag.
Die Steckbecken in chemo-thermischen Geräten sind nach dem Spülen und dem anschließenden Einsprühen mit Desinfektionsmittellösung ebenfalls desinfiziert, wenn das Gerät zur Entnahme der Steckbecken entriegelt wird. Nach Ablauf der automatischen Einwirkzeit ist die Desinfektion vollständig abgeschlossen. Die Zweckbestimmung – die Desinfektion – ist nach Ablauf des Spül- und Desinfektionsprogramms erfüllt. Chemo-thermisch arbeitende Steckbeckenspülapparate sind ebenfalls Reinigungs-Desinfektionsgeräte (RDG) nach Norm DIN EN ISO 15883 und damit Medizinprodukte, wenn sie vom Hersteller nach Richtlinie 93/42/EWG von einer benannten Stelle zugelassen sind und über das CE-Zeichen mit der 4-stelligen Kennnummer der Benannten Stelle gekennzeichnet sind.
Ein besonderer Aspekt ist der Umbau von chemisch desinfizierenden Anlagen auf thermisch desinfizierende. Bereits im Betrieb befindliche Geräte werden dabei vor Ort auf dezentral-thermische Desinfektion umgerüstet. Auch alte, aber bereits thermisch desinfizierende Steckbecken-Spülgeräte können so modernisiert werden. Es ist hierbei zu beachten, ob der Umbau vom Hersteller des Steckbecken-Spülapparates vorgenommen wird oder von einer Fremdfirma. Falls der Umbau von einer Fremdfirma vorgenommen wird, bedeutet dies einen gravierenden technischen Eingriff in die Reinigungs- oder Desinfektionstechnik, Gerätesteuerung oder Software. Die ursprüngliche Herstellerverantwortung für das Gerät erlischt, die Fremdfirma muss ebenfalls Medizinprodukte-Hersteller sein, eine Zulassung für die Umbau-Technik haben, sein eigenes neues Typenschild mit seinem CE-Zeichen mit der 4-stelligen Kennnummer seiner Benannten Stelle am Gerät anbringen. Allerdings gibt es Stellungnahmen (z. B. TÜV Österreich), die dieses Vorgehen einer Geräteneuentwicklung gleichstellen, womit bei jedem einzelnen umgebauten Gerät eine separate Typprüfung erforderlich wäre. Diese Anforderung besteht grundsätzlich bei jedem Umbau der Reinigungs- oder Desinfektionseinheit, auch von einem thermischen Verfahren auf ein anderes.

## Einwegsteckbeckenschredder als Alternative
Es existieren auch Geräte, die Einwegsteckbecken aus Pappe schreddern und im Abwasser entsorgen. Sie sind in der Anschaffung billig. Die Folgekosten für die Einwegsteckbecken sind individuell zu kalkulieren.
Laut TÜV sind Kartonzerkleinerer in Deutschland zwar zugelassen und wurden als unbedenklich eingestuft (TÜV Technischer Bericht Nr. 015-10052608), jedoch sind Einwegsteckbeckenschredder nach Behördenangaben in Deutschland nicht zulässig.
So bewertet es auch das Bundesministerium für Umwelt, Naturschutz und Reaktorsicherheit.